# Haliplus methneri
Haliplus methneri is een keversoort uit de familie watertreders (Haliplidae). De wetenschappelijke naam van de soort is voor het eerst geldig gepubliceerd in 1926 door Zimmermann.